# Međuvođe
Međuvođe je naselje v občini Kozarska Dubica, Bosna in Hercegovina. 

## Deli naselja
Aćimovići, Grbavci, Grujičići, Međuvođe, Miljatovići, Petkovići in Vremovci.

## Prebivalstvo
| Pregled števila prebivalcev po letih | Pregled števila prebivalcev po letih | Pregled števila prebivalcev po letih | Pregled števila prebivalcev po letih | Pregled števila prebivalcev po letih | Pregled števila prebivalcev po letih |
| ------------------------------------ | ------------------------------------ | ------------------------------------ | ------------------------------------ | ------------------------------------ | ------------------------------------ |
| 1948                                 | 1953                                 | 1961                                 | 1971                                 | 1981                                 | 1991                                 |
| -                                    | -                                    | -                                    | 655                                  | 577                                  | 529                                  |

| Narodna sestava prebivalstva po letih                                                                                       | Narodna sestava prebivalstva po letih                                                                                        | Narodna sestava prebivalstva po letih                                                                                      |
| --- | --- | --- |
| 1971 | 1981 | 1991 |
| . skupaj: 655 Srbi 634 (96,79 %) Hrvati 3 (0,45 %) Muslimani 0 (0,00 %) Jugoslovani 12 (1,83 %) drugi in neznano 6 (0,91 %) | . skupaj: 577 Srbi 493 (85,44 %) Hrvati 1 (0,17 %) Muslimani 0 (0,00 %) Jugoslovani 78 (13,51 %) drugi in neznano 5 (0,86 %) | . skupaj: 529 Srbi 510 (96,40 %) Hrvati 2 (0,37 %) Muslimani 1 (0,18 %) Jugoslovani 9 (1,70 %) drugi in neznano 7 (1,32 %) |